# Libel (sieraad)
Libel (Frans: Libellule) is een sieraad ontworpen door Brussels Art-Nouveaux juweelontwerper en beeldhouwer Philippe Wolfers. Deze iconische hanger is opgesteld in de gereconstrueerde Wolfers-winkel in het KMKG waar het in bruikleen wordt toevertrouwd door de Koning Boudewijnstichting.

## Context
Van de juwelen van Wolfers zijn slechts weinig stukken bewaard omdat veel van de stukken ontmanteld werden voor het hergebruik van de dure materialen in nieuw werk. De bewaarde stukken hebben daarom een uniek en zeldzaam karakter. 